# Літературна премія Південно-Східної Азії
Літературна премія Південно-Східної Азії — щорічна нагорода, що вручається письменникам та поетам країн Південно-Східної Азії. Заснована у 1979 році керівництвом готелю «Mandarin Oriental». Головним спонсором є компанія «Thai Airways International». Вручається окремо по кожній країні-члену організації АСЕАН. Церемонія вручення проходить у Бангкоці за участю членів тайської королівської родини.

## Лауреати

### 1979–1989
| Рік  | Бруней                 | Індонезія                | Малайзія                      | Філіппіни           | Сінгапур                         | Таїланд             |
| ---- | ---------------------- | ------------------------ | ----------------------------- | ------------------- | -------------------------------- | ------------------- |
| 1979 | -                      | Сутарджі Калзум Багрі    | Самад Саїд                    | Холіко Куадра       | Едвін Тумбу                      | Кампун Бунтаві      |
| 1980 | -                      | Путу Віджая              | Багаруддін Зайнал             | Нік Хоакін          | Масурі бін Сулікун               | Наоварат Понгпайбун |
| 1981 | -                      | Ґунаван Магомет          | Абдулла Гуссейн               | Грегоріо Брільянтес | Вонг Менг Вун                    | Уссірі Дгаммачоте   |
| 1982 | -                      | Маріанне Катоппу         | Усман Аванг                   | Адріан Крістофер    | Маяндіамбалам Балакрішнан        | Чарт Корбджітті     |
| 1983 | -                      | Юсуф Білярта Мангувіджая | Абідах Амін                   | Едільберто Тьємпо   | Артур Яп                         | Комтуан Хантану     |
| 1984 | -                      | Буді Дарма               | Латіфф Мохідін                | Вірджинія Морено    | Вонг Юнь Ва                      | Ваніч Джарунгіданан |
| 1985 | -                      | Абдул Гаді Віджі Мутарі  | Арена Ваті                    | Рікаредо Деметільйо | Noor S.I. (Ismail bin Haji Omar) | Крішна Асокесін     |
| 1986 | Муслім Бурмат          | Сапарді Дйоко Дамоно     | Кемала (Ahmad Kamal Abdullah) | Хосе Марія Сісон    | Паранан (C. Veloo)               | Ангкарн Калаянапонг |
| 1987 | Яг'я бін Гаджі Ібрагім | Умар Каям                | Нурдін Гассан                 | Бієнвенідо Сантос   | Лі Тцу Фенг                      | Пайтун Танья        |
| 1988 | Леман Агмад            | Данарто                  | Азізі Гаджі Абдулла           | Ріо Альма           | Леу Пей Анн                      | Ніком Раява         |
| 1989 | Аді Келана             | Герсон Пойк              | Сіті Зайнон Ісмаїл            | Ліна Еспіна Мур     | Суратман Маркасан                | Чіранан Пітпріча    |

### 1990–1994
| Рік  | Бруней                                         | Індонезія             | Малайзія                 | Філіппіни                    | Сінгапур            | Таїланд            |
| ---- | ---------------------------------------------- | --------------------- | ------------------------ | ---------------------------- | ------------------- | ------------------ |
| 1990 | Аванг Могд Саллег бін Абдулла Латіф            | Аріфін Ноер           | Отман Келантан           | Кармен Герреро Накріл        | Рама Каннабіран     | Анчалі Віватаначай |
| 1991 | Магомет Зайн                                   | Субагіо Састровардойо | Джіхаті Абаді            | Ісагані Крус                 | Гопал Баратам       | Мала Камчан        |
| 1992 | Аванг Гаджі Абдул Рагман                       | Алі Акбар Навіс       | Ісмаїл Аббас             | Альфред Юсон                 | Чеонг Венг Ят       | Саксірі Меесомсуеб |
| 1993 | Пенгіран Гаджі Юсуф                            | Ramadhan K.H.         | Камаруззаман Абдул Кадір | Лінда Ті-Каспер              | Магомет Аріфф Агмад | Сіла Комчай        |
| 1994 | Янг Мулія Аванг Гаджі Моршіді бін Гаджі Марсал | Тауфік Ісмаїл         | Вахаб Алі                | Буенавентура Медіна молодший | Наа Говіндасамі     | Чарт Корбджітті    |

### 1995–1999
| Рік  | Бруней                                                 | Камбоджа       | Індонезія                    | Лаос                  | Малайзія               | М'янма                 | Філіппіни                   | Сінгапур         | Таїланд              | В'єтнам      |
| ---- | ------------------------------------------------------ | -------------- | ---------------------------- | --------------------- | ---------------------- | ---------------------- | --------------------------- | ---------------- | -------------------- | ------------ |
| 1995 | Мухаммад Абдул Азіз                                    | -              | Ахмад Тохарі                 | -                     | Сухаймі Хаджі Мухаммад | -                      | Теодоро Антоніо             | Дан Їнг          | Пайварін Хао-Нгам    | -            |
| 1996 | Пенгіран Хаджі Сабту бін Пенгіран Хаджі Мохамад Саллех | -              | Віллібрордус Сурендра Рендра | -                     | Захарах Нававі         | -                      | Мік Бігорнія                | Мінфонг Хо       | Канокфонг Сонгсомфан | То Хуу       |
| 1997 | Аванг Мохаммад бін Хаджі Тімбанг                       | -              | Сено Гуміра Аджідарма        | -                     | Мухаммад Хаджі Саллех  | -                      | Алехандро Рокес             | Елангован        | Він Льоварін         | -            |
| 1998 | Badaruddin H.O.                                        | -              | Нано Ріантіарно              | Тхонгкхам Онеманісоне | Отман Путех            | Сінб'ю-К'юн Аунг Тхейн | Марне Кілатес               | Абдул Гані Хамід | Рекхам Прадоуйкхам   | Ма Ван Кханг |
| 1999 | Norsiah M.S.                                           | Піч Тум Кравел | Кунтовіджойо                 | Чанті Доанесаванх     | Кхадіджах Хашім        | К'яв Аунг              | Офелія Алькантара Дімаланта | Кетрін Лім       | Він Льоварін         | Хуу Тхінх    |

### 2000-і
| Рік  | Бруней                                              | Камбоджа        | Індонезія           | Лаос                   | Малайзія            | М'янма          | Філіппіни                      | Сінгапур                   | Таїланд              | В'єтнам       |
| ---- | --------------------------------------------------- | --------------- | ------------------- | ---------------------- | ------------------- | --------------- | ------------------------------ | -------------------------- | -------------------- | ------------- |
| 2000 | Пехін Дато Абдул Азіз бін Джунед                    | Конг Бун Чхоеун | Вішран Хаді         | Сувантхоне Буфанувонг  | Лім Шві Тін         | Дав Цзінь Цзінь | Антоніо Енрікес                | Теох Хі Ла                 | Вімон Сайнімнуан     | Нгуєн Кхай    |
| 2001 | Rahim M.S. (Аванг Хаджі Ібрагім бін Хаджі Мухаммад) | Мао Аютх        | Сайні Косім         | Сомсі Дексакхамфоу     | Закарія Аріффін     | Хтін Г'ї        | Фелісе Пруденте Санта-Марія    | Мохамед Ікбал              | Чокчай Бундіт        | Нгуєн Дук Мау |
| 2002 | Рослі Абідін Ях'я                                   | Сенг Сам Ан     | Дарманто Джатман    | Вісетх Свенгсукса      | Анвар Рідхван       | -               | Робарто Аньонуево              | Мохамед Латіфф бін Мохамед | Прабда Юнь           | Нгуєн К'єн    |
| 2003 | Хашим бін Хаджі Абдул Хамід                         | Кім Пінун       | Nh. Dini            | Тхеап Вонгпакай        | Закарія Алі         | -               | Домінго Ландічо                | Філіп Джеяретхам           | Дуанвад Пінвана      | Банг В'єт     |
| 2004 | Джававі бін Хаджі Ахмад                             | Чей Чап         | Gus tf Sakai        | Тхонгбай Фотісане      | Зурінах Хассан      | -               | Сезар Руїс Певно               | Сун Ай Лінг                | Реват Фанпіпат       | До Чу         |
| 2005 | Rahimi A.B.                                         | М'єч Понн       | Акеп Замзам Нар     | Бунсоне Сенгмані       | Абдул Гафар Ібрагім | -               | Малу Джакобіні                 | П. Крішнан                 | Бінлах Сонкалагірі   | Пху Трам      |
| 2006 | Савал Раджаб                                        | Ваннарірак Пал  | Сітор Сітуморанг    | Довангдеване Буньявонг | Йонг Чіан Лай       | -               | Віктор Емануель Кармело Надера | Іса Камарі                 | Нгармпун Вейджаджіва | Ле Ван Тао    |
| 2007 | Хаджі Моксін бін Хаджі Абдул Кадир                  | Урн Суфані      | Супарто Брата       | Ратанавонг Хумпханх    | Рахман Шаарі        | -               | Мікаель Короса                 | Рекс Шейлі                 | Монтрі Шрійонг       | Тран Ван Тван |
| 2008 | Зайріс M.С.                                         | Мін Туч         | Хамсад Рангкуті     | Отонг Кхамінсоу        | Хатта Азад Кхан     | -               | Елмер Аліндоган Ордонес        | Стелла Кон                 | Вачара Саджасарасін  | Нгуєн Нгок Ту |
| 2009 | Хаджах Норсіах бінті Хаджі Абдул Гапар              | -               | Флорібертус Рахарді | Кхамсенг Синонтхонг    | Азмах Нордін        | -               | Абдон Бальде                   | Чіп Хві Фенг               | Утім Хемамуль        | Као Дуй Сон   |

### 2010-і
| Рік  | Бруней                                   | Камбоджа    | Індонезія       | Лаос                    | Малайзія                   | М'янма             | Філіппіни               | Сінгапур                | Таїланд            | В'єтнам           |
| ---- | ---------------------------------------- | ----------- | --------------- | ----------------------- | -------------------------- | ------------------ | ----------------------- | ----------------------- | ------------------ | ----------------- |
| 2010 | Аванг Могд Джаміль                       | -           | Афрізаль Мальна | Дара Канлая             | Заєн Кастурі               | -                  | Мархорі Еваско          | Джогар Бін Буанґ        | Закарія Аматая     | Нґуєн Нгат Анг    |
| 2011 | Мохд Зефрі Аріфф бін Мохд Зайн Аріфф     | -           | Зававі ІІмрон   | Бунтганонґ Ксомксайфоль | С.М. Закір                 | -                  | Ромуло Багіран          | Роберт Єо               | Джадет Камджорндей | Нгуєн Чі Трунг    |
| 2012 | Пенгіран Гаджі Магмуд бін Пенгіран Даміт | -           | Ока Русміні     | Двангксай Луангфасі     | Ісмаїл Кассан              | -                  | Чарльсон Онг Онг        | Сучен Крістіне Лім      | Віпас Шрітгонґ     | Трунг Трунг Дінг] |
| 2013 | Гаджі Масрі Гаджі Ідріс                  | Сок Чанфал  | Лінда Крістанті | Сукгі Норасільп         | Магомет Гозалі Абдул Рашид | Маунг Сейн Він     | Ребекка Анонуево-Кунада | Єнг Пвай Нгон           | Ангкарн Чантатіп   | Тха Ба Лой        |
| 2014 | Гаджі Могд Юсуф бін Гаджі Могд Дауд      | Вар Сам Атг | Джоко Пінурбо   | Сомсук Суксаватг        | Ісмаїл Замзам              | Дав Хін Тган       | Юн Крус Реєс            | Гареш Пармананд Шарма   | Санех Сангсук      | Тганг Тао         |
| 2015 | Гаджі Абдул Азіз бін Туаг                | Хо Тарарітг | Ремі Силадо     | Фонесаванх Фантхавічітх | Джасні Матлані             | Ледвінтхар Сав Чіт | Джеррі Грасіо           | Джамалудін Магомет Салі | Вірапорн Нітіпрафа | Тран Май Нанг     |
| 2016 |                                          |             |                 |                         |                            |                    |                         | Іса Камарі              | Паланг Піангпіроон |                   |